# Tetraponera nitens
Tetraponera nitens är en myrart som först beskrevs av Hermann Stitz 1925.  Tetraponera nitens ingår i släktet Tetraponera och familjen myror. Inga underarter finns listade i Catalogue of Life.